# 高蒂爾 (密西西比州)
高蒂爾（英語：Gautier）是位於美國密西西比州傑克遜縣的城市。

## 人口
根據2020年美國人口普查的數據，高蒂爾的面積為83.20平方千米，當中陸地面積為78.37平方千米，而水域面積為4.83平方千米。當地共有人口19024人，而人口密度為每平方千米229人。